# Antiguraleus multistriatus
Antiguraleus multistriatus é uma espécie de gastrópode do gênero Antiguraleus, pertencente a família Mangeliidae.